# Mark Dasousa
Mark Dasousa   (Ondara, 2 de gener de 1975) és un músic, productor musical valencià i fundador l'any 2000 d'Atomic Studio, un estudi de gravació on han enregistrat els seus treballs discogràfics més d'un centenar d'artistes. Fou el guanyador del Premi Trayter a millor productor i arranjador musical durant la gala dels Premis Enderrock 2019, i ha estat considerat «l'artífex de l'escena alternativa del País Valencià». El 2024, juntament amb la cantant Maria «Mery» Bas, va guanyar el Benidorm Fest amb la cançó «Zorra» i van representar Espanya al Festival de la Cançó d'Eurovisió 2024 amb Nebulossa.

## Trajectòria
Llorenç Giner tingué el seu primer contacte amb la música als 9 anys, quan el seu iaio li va ensenyar els primers acords a l'acordió. Eixe mateix avi li va regalar el seu primer teclat, un Casio PT-10, i una melòdica. Des d'aleshores ha tocat en grups com Carpe Diem, Píldora X, Atom i Solar, fent de cantant i teclista.
Giner va començar a formar-se de manera autodidacta a partir dels anys 1990 i va ser el 2001 que va començar la seua tasca com a productor, en què ha tingut l'oportunitat de treballar amb La Raíz, La Fúmiga, Pupil·les, Dubcat, Cactus Troop, Inèrcia, La Terrasseta de Preixens, Aspencat, Ebri Knight, Sva-ters, Zoo, At Versaris, Esne Beltza, Prozak Soup, Pepet i Marieta, Feliu Ventura, Orxata Sound System, Smoking Souls o Tesa, entre d'altres.